# Noh Soo-jin
Noh Soo-jin (10 de fevereiro de 1962) é um ex-futebolista profissional e treinador coreano, que atuava como meia-atacante.

## Carreira
Noh Soo-jin fez parte do elenco da Seleção Coreana de Futebol da Copa do Mundo de 1986 